# أوك بروك (إلينوي)
أوك بروك (بالإنجليزية: Oak Brook) هي معلم جغرافي تقع في الولايات المتحدة في مقاطعة دوبيج. يقدر عدد سكانها بـ 7,883 نسمة .